# Mantispa umbripennis
Mantispa umbripennis là một loài côn trùng trong họ Mantispidae thuộc bộ Neuroptera. Loài này được Walker miêu tả năm 1860.